# Kanadische Märtyrer

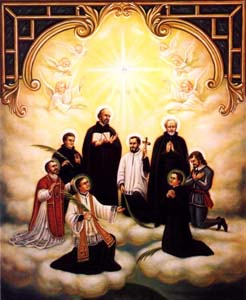
Heiligenbild, mit Abbildung der acht Märtyrer

Die Kanadischen Märtyrer, auch bekannt als die Nordamerikanischen Märtyrer (französisch Saints martyrs canadiens, englisch Holy Canadian Martyrs), waren acht Jesuitenmissionare aus der Missionsstation Sainte-Marie-au-pays-des-Hurons, die zu verschiedenen Zeiten in der Mitte des 17. Jahrhunderts rituell gefoltert und getötet wurden. Sie erlitten das Martyrium teils in Kanada (südliches Ontario), teils im Norden des US-Bundesstaats New Yorks. Zu diesem Zeitpunkt herrschten kriegerische Auseinandersetzungen zwischen den Irokesen (im Besonderen den Mohawk) und den Huronen. Sie wurden von der römisch-katholischen Kirche am 29. Juni 1930 heiliggesprochen und werden als Märtyrer verehrt.
Sie heißen: René Goupil († 1642), Isaac Jogues († 1646), Jean de Lalande († 1646), Antoine Daniel († 1648), Jean de Brébeuf († 1649), Noël Chabanel († 1649), Charles Garnier († 1649) und Gabriel Lalemant († 1649).

## Geschichte

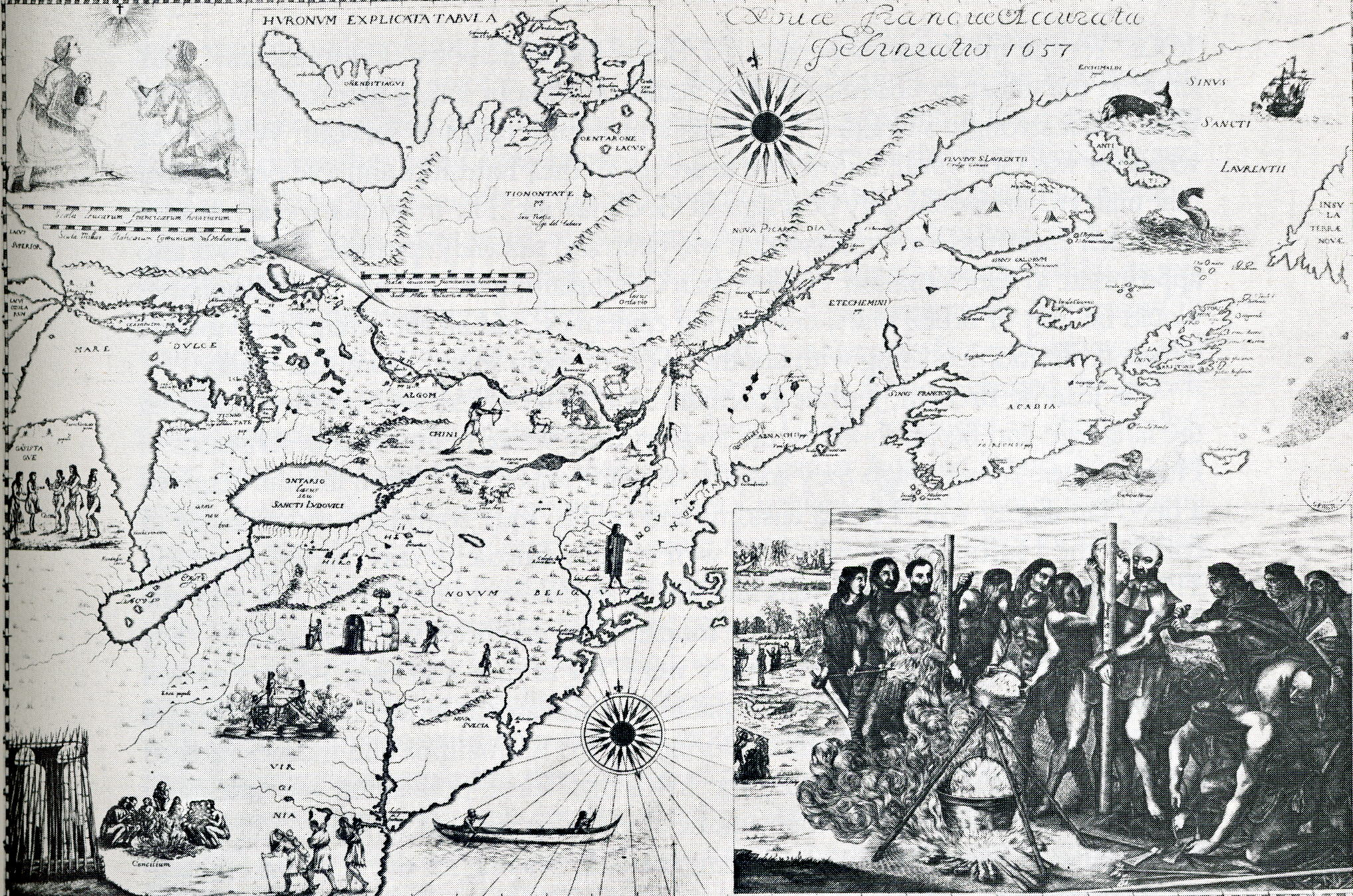
Lagekarte der Einsatzgebiete der Jesuitenmissionare in Neufrankreich

### Jesuitenmission bei den Huronen
Jesuitenmissionare arbeiteten unter den Huronen, einer irokesisch sprechenden Volksgruppe, die in der Gegend um Georgian Bay, im heutigen Ontario, wohnte. Sie waren kein Teil der Irokesenliga, die ursprünglich aus fünf, später sechs Irokesenstämmen bestand. Die Huronen waren Landwirte, Fischer und Händler, die in palisadenumgebenen Siedlungen lebten. Sainte-Marie-au-pays-des-Hurons (deutsch „Unsere Liebe Frau unter den Huronen“) war das Hauptquartier für die französische Jesuitenmission unter den Huronen.
In den späten 1640ern glaubten die Jesuiten, dass sie Fortschritte bei der Missionierung der Huronen machten, und gaben an viele Konvertiten gewonnen zu haben. Die Priester aber konnten nicht überall Vertrauen gewinnen. Viele Huronen glaubten, dass sie Schamanen seien, die Tod und Krankheit brachten, wohin sie reisten. In mehreren endemischen Ausbrüchen der Pocken und anderen Infektionskrankheiten nach 1634 waren viele Huronen und andere Indigene gestorben.
Die Mitglieder der Irokesenliga erachteten die Jesuiten als berechtigte Ziele ihrer Überfälle und Kriegsakte, da die Missionare nominell mit den Huronen und französischen Fellhändlern verbündet waren. Weitere Auslöser von Attacken auf die Jesuiten und Huronen waren Vergeltungsschläge für Attacken von französischen Kolonialisten auf die Irokesen.

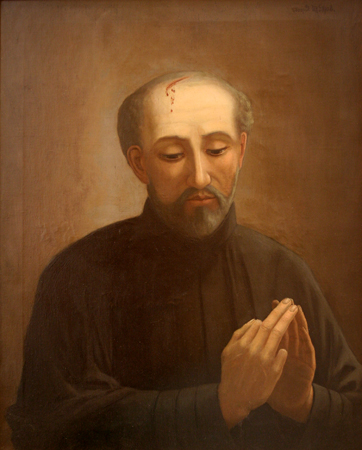
Isaak Jogues dargestellt mit einer Kopfwunde durch den tödlichen Tomahawk-Schlag

### Der Tod Goupils, Jogues und Lalandes
Im Jahr 1642 konnten die Mohawk René Goupil und Isaak Jogues gefangen nehmen und brachten sie in ihre Siedlung Ossernenon, südlich des Mohawk River. Sie folterten beide Männer rituell und töteten Goupil. Nach einigen Monaten Gefangenschaft konnte Jogues fliehen wurde verfolgt und von niederländischen Händlern versteckt. Für eine kurze Zeit kehrte er nach Frankreich zurück, segelte aber bald wieder nach Québec. 1646 wurden Isaak Jogues und Jean de Lalande während eines Besuchs in Ossernenon getötet. Sie befanden sich auf einer Friedensmission, um zwischen den Franzosen und den Mohawk zu verhandeln.

### Der Tod Daniels
Antoine Daniel erreichte im Juli 1648 die Hauptstadt der Huronen Teanaostaye. Kurz darauf, am 4. Juli, attackierten einige Irokesen die Mission plötzlich, während der Großteil der Huronen zum Handeln in Québec war. Daniel sammelte die Verteidiger und eilte, kurz bevor die Palisaden nachgaben, zur Kapelle, wo Frauen, Kinder und Alte sich gesammelt hatten. Er erteilte den Katechumenen die Absolution und taufte sie. Er nahm, immer noch in seinen liturgischen Gewändern, ein Kreuz in die Hand und lief den vorrückenden Irokesen entgegen. Sie stockten einen Moment und schossen dann auf ihn. Sie legten seinen Leichnam in die Kapelle und verbrannten diese über ihm.

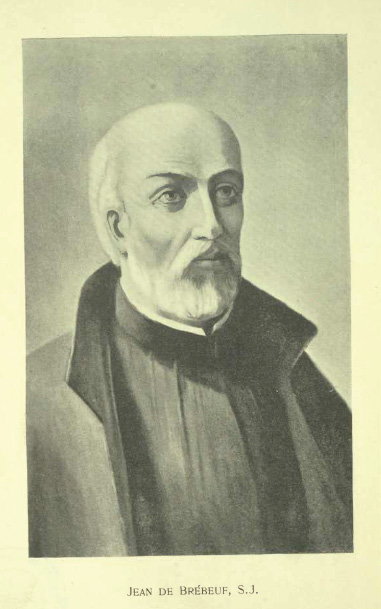
Darstellung Jean de Brébeufs in The Jesuit relations and allied documents von Reuben Gold Thwaites

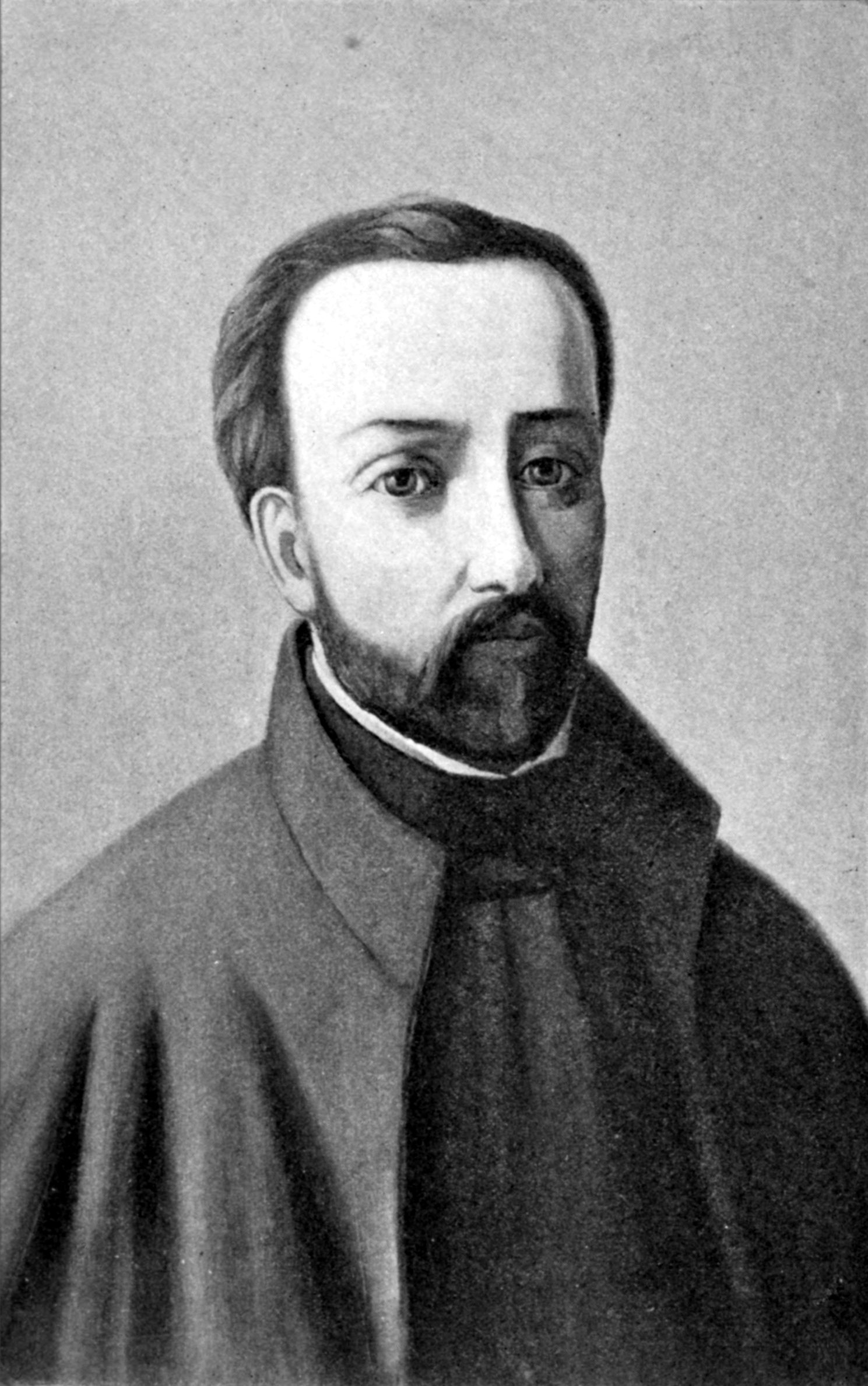
Der Jesuitenpriester und Missionar Gabriel Lalemant.

### Der Tod Brébeufs und Lalemants
Am 19. Juni 1625 erreichte Jean de Brébeuf die Siedlung Québec in Kanada. 1626 brach er, zusammen mit seinem Assistent Gabriel Lalemant, zum Volksstamm der Huronen auf, bei denen er mit Unterbrechungen bis an sein Lebensende blieb. Beide starben am Marterpfahl durch einige Irokesen, nachdem diese bei einem Kampf mit den Huronen die Missionsstation überfallen hatten. Diese folterten beide, indem man sie mit kochendem Wasser übergoss und mit glühenden Eisen verstümmelte. Jean Brebeuf starb am 16. März 1649 und Gabriel Lalemant am Folgetag.

### Der Tod Chabanels
Noël Chabanel befand sich 1949 auf dem Rückweg zum Missionshaus Sainte-Marie-au-pays-des-Hurons, als er und die Huronen die ihn begleiteten, Kriegsgesänge von einigen Irokesen hörten. In der Angst, ihr Dorf sei zerstört worden, kehrten seine Begleiter zurück. Chabanel konnte nicht mit ihnen mithalten, also beschloss er, wie ihm befohlen, zum Missionshauptquartier weiterzureisen. Als er einen Fluss erreichte, den er überqueren musste, wartete er auf Hilfe. Ein Indigener kam vorbei und bot an, ihn in seinem Kanu hinüberzubringen. Auf halbem Weg über den Fluss tötete er Chabanel, raubte ihn aus und warf seinen Körper in den Fluss.

### Der Tod Garniers
Charles Garnier war bis Dezember 1649 auf einer Mission bei den Huronen. Er wurde von einigen Irokesen getötet, die das Gebiet der Huronen wiederholt angegriffen hatten. Er wurde von Schüssen in die Brust und den Unterleib getroffen. Der Überlieferung nach bestand seine letzte Tat darin, einem Huronen der neben ihm im Sterben lag die Absolution zu erteilen. Daraufhin traf ihn ein Tomahawk-Schlag auf den Kopf. Er starb am  7. Dezember 1649.

## Gedenken und Verehrung
Die Märtyrer wurden am 21. Juni 1925 von Papst Pius XI. seliggesprochen und am 29. Juni 1930 ebenfalls durch von Papst Pius XI. heiliggesprochen. Sie werden besonders in Kanada und in den Vereinigten Staaten verehrt. Nach dem Heiligenkalender der römisch-katholischen Kirche wird ihr Gedenktag am 19. Oktober gefeiert.

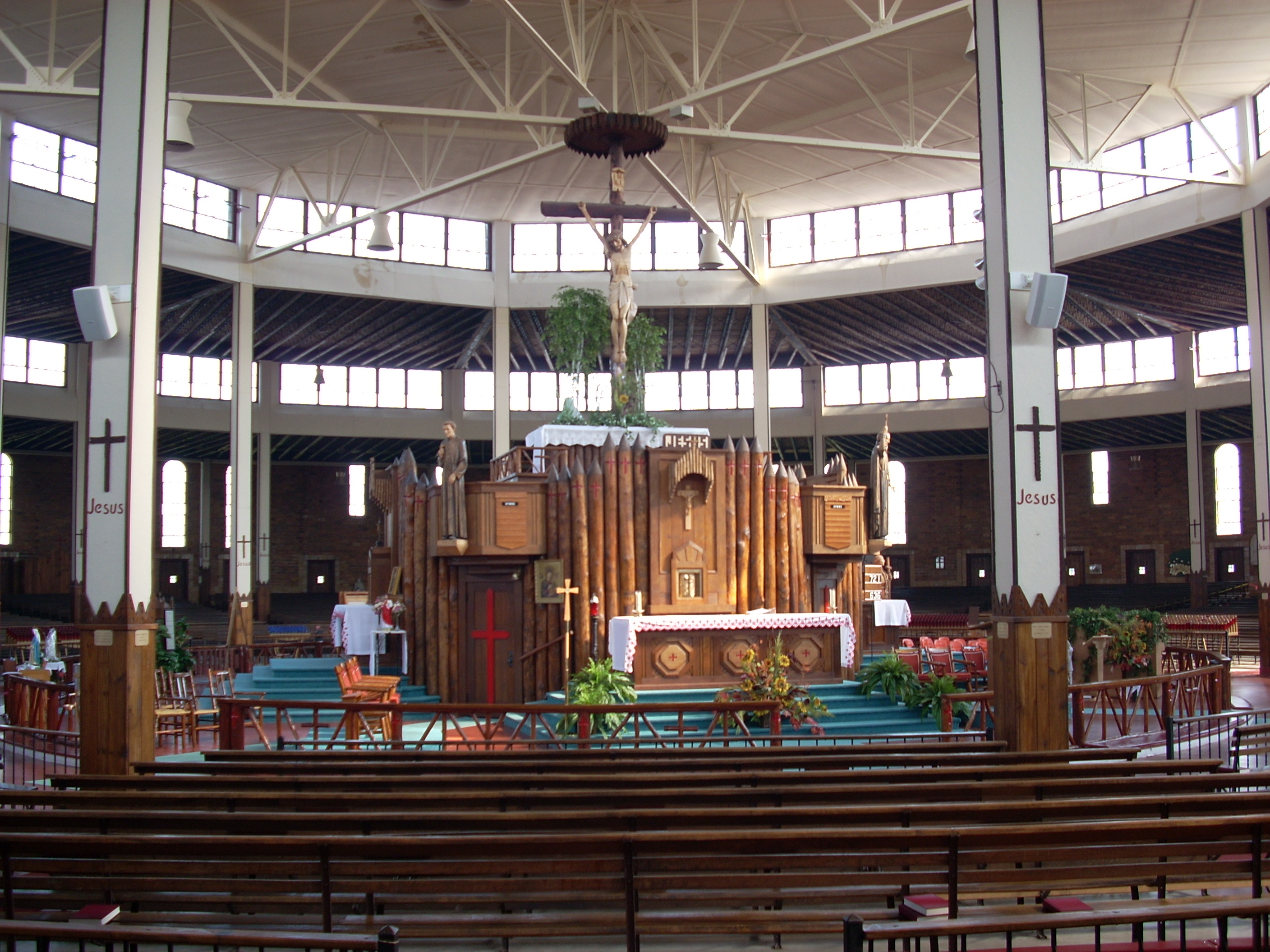
Innenraum des National Shrine of the North American Martyrs in Auriesville (New York)

René Goupil, Isaac Jogues und Jean de Lalande gelten als die ersten drei Märtyrer auf dem Boden der heutigen USA. Der sogenannte National Shrine of the North American Martyrs in Auriesville (New York) wurde im Gedenken an sie erbaut. Er liegt südlich des Mohawk River in der Nähe eines Jesuiten-Friedhofes. Goupil, Jogues und de Lalande sollen dort in der Gegend getötet worden sein.

Die Kirche Martyr's Shrine in Midland (Ontario) beherbergt das Grab der anderen fünf Missionare.

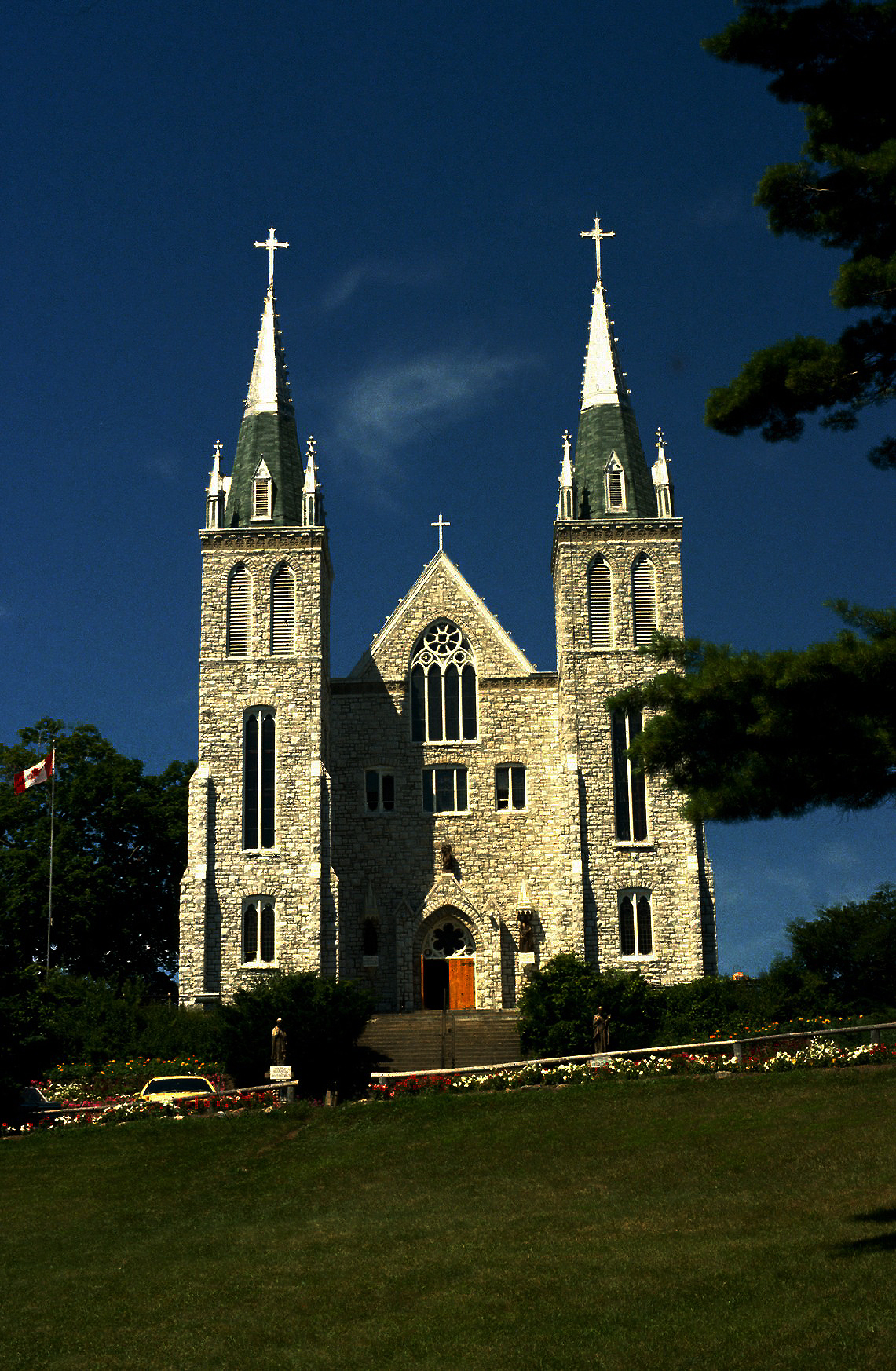
Die Kirche Martyr's Shrine, in Midland (Ontario, Kanada)

### Kirchen, die den Kanadischen Märtyrern gewidmet sind
Einschließlich:
- National Shrine of the North American Martyrs in Auriesville (New York)
- Nostra Signora del Santissimo Sacramento e Santi Martiri Canadesi, die kanadische Nationalkirche in Rom
- Martyrs' Shrine in Midland (Ontario)
- Canadian Martyrs Church in Halifax (Nova Scotia)
- Canadian Martyrs Parish in Richmond (British Columbia)
- Canadian Martyrs Parish in Invermere (British Colombia)
- The parish of Saints-Martyrs-Canadiens in Winnipeg (Manitoba)
- North American Martyrs Parish and School in Monroeville (Pennsylvania)
- North American Martyrs Catholic Church in Lincoln (Nebraska)
- North American Martyrs Catholic Church in Auburn (Massachusetts)
- North American Martyrs Catholic Church in Seattle (Washington)
- American Martyrs Parish in Manhattan Beach (California)
- American Martyrs Catholic Church in Kingsford (Michigan)
- The Chapel of the North American Martyrs der University of Detroit Jesuit High School in Detroit (Michigan)
- The Chapel of the North American Martyrs in der Jesuit High School New Orleans in New Orleans (Louisiana)[21]
- The Chapel of the North American Martyrs in der Walsh Jesuit High School in Cuyahoga Falls (Ohio)
- The Kaboni Catholic Church (St. Anthony Daniel Parish) in Wiikwemkoong First Nation (Ontario)
- Canadian Martyrs' Church in Hamilton (Ontario)
- St-Charles Garnier Church in Hamilton (Ontario)
- Holy Martyrs of North America Catholic Church in Falmouth (Maine)

### Pfarrgemeinden, die nach den Kanadischen Märtyrern benannt sind
- Die Gemeinden Saints-Martyrs-Canadiens in Montréal, Québec (Stadt), Victoriaville, Trois-Rivières und in Beauharnois (Québec)